# Paul Akouokou
Edgar Paul Akouokou (Abidjan, 20 dicembre 1997) è un calciatore ivoriano, centrocampista dell'Olympique Lione.

## Caratteristiche tecniche
È un centrocampista difensivo forte fisicamente ed abile nel gioco aereo e nel recupero palla.

## Carriera

### Club
Nato ad Abidjan, inizia la propria carriera professionistica in Burkina Faso con il Majestic; A 16 anni si trasferisce in Finlandia all'EIF con cui debutta fra i professionisti il 29 aprile 2016 giocando l'incontro di Ykkönen perso 3-0 contro il JJK; trova la sua prima rete il 25 settembre seguente nella vittoria per 2-0 sul GrIFK. In tutto con il club finlandese gioca 40 incontri fra campionato e coppa nazionale fra il 2016 ed il 2017.
Il 27 agosto 2017 viene ceduto in prestito al Beitar Gerusalemme, dove gioca 12 incontri di campionato e due nelle coppe nazionali. Dato lo scarso impiego, principalmente da subentrante, ad inizio febbraio il trasferimento viene interrotto ed il giocatore passa con la stessa formula all'H. Rishon LeZion, nella seconda serie israeliana.
Il 21 novembre 2018 viene acquistato a titolo definitivo dal Betis che lo aggrega alla propria squadra riserve impegnata in Tercera División. Il 10 settembre 2020 rinnova il proprio contratto fino al 2024 e dieci giorni più tardi debutta in prima squadra subentrando a William Carvalho nei minuti di recupero dell'incontro di campionato vinto 2-0 contro il Real Valladolid.

### Nazionale
Il 25 marzo 2022 fa il suo esordio con la Costa d'Avorio nell'amichevole persa per 2-1 contro la Francia.

## Statistiche
Statistiche aggiornate al 28 aprile 2025.

### Presenze e reti nei club
| Stagione               | Squadra                | Campionato             | Campionato | Campionato | Coppe nazionali | Coppe nazionali | Coppe nazionali | Coppe continentali | Coppe continentali | Coppe continentali | Altre coppe | Altre coppe | Altre coppe | Totale | Totale |
| Stagione               | Squadra                | Comp                   | Pres       | Reti       | Comp            | Pres            | Reti            | Comp               | Pres               | Reti               | Comp        | Pres        | Reti        | Pres   | Reti   |
| ---------------------- | ---------------------- | ---------------------- | ---------- | ---------- | --------------- | --------------- | --------------- | ------------------ | ------------------ | ------------------ | ----------- | ----------- | ----------- | ------ | ------ |
| 2016                   | EIF                    | Y                      | 21         | 1          | CF              | 0               | 0               |                    | -                  | -                  |             | -           | -           | 21     | 1      |
| 2017                   | EIF                    | Y                      | 14         | 1          | CF              | 5               | 0               |                    | -                  | -                  |             | -           | -           | 19     | 1      |
| Totale Ekenas          | Totale Ekenas          | Totale Ekenas          | 35         | 2          |                 | 5               | 0               |                    | -                  | -                  |             | -           | -           | 40     | 2      |
| 2017-2018              | Beitar Gerusalemme     | LHA                    | 12         | 0          | CI+TC           | 1+1             | 0               |                    | -                  | -                  |             | -           | -           | 14     | 0      |
| 2017-2018              | H. Rishon LeZion       | LL                     | 16         | 3          | CI+TC           | 0               | 0               |                    | -                  | -                  |             | -           | -           | 16     | 3      |
| 2018-2019              | Betis B                | TD                     | 20         | 0          |                 | -               | -               |                    | -                  | -                  |             | -           | -           | 20     | 0      |
| 2019-2020              | Betis B                | TD                     | 26         | 0          |                 | -               | -               |                    | -                  | -                  |             | -           | -           | 26     | 0      |
| Totale Betis B         | Totale Betis B         | Totale Betis B         | 46         | 0          |                 | -               | -               |                    | -                  | -                  |             | -           | -           | 46     | 0      |
| 2020-2021              | Betis                  | PD                     | 10         | 0          | CR              | 3               | 0               |                    | -                  | -                  |             | -           | -           | 6      | 0      |
| 2021-2022              | Betis                  | PD                     | 8          | 0          | CR              | 1               | 0               | UEL                | 2                  | 0                  |             | -           | -           | 11     | 0      |
| 2022-2023              | Betis                  | PD                     | 12         | 0          | CR              | 1               | 0               | UEL                | 5                  | 0                  | SS          | 0           | 0           | 18     | 0      |
| ago.2023               | Betis                  | PD                     | 2          | 0          | CR              | 1               | 0               | UEL                | 0                  | 0                  |             | -           | -           | 2      | 0      |
| Totale Betis           | Totale Betis           | Totale Betis           | 32         | 0          |                 | 5               | 0               |                    | 7                  | 0                  |             | -           | -           | 44     | 0      |
| ago.2023-2024          | Olympique Lione        | L1                     | 8          | 0          | CF              | 1               | 0               |                    | -                  | -                  |             | -           | -           | 9      | 0      |
| 2024-2025              | Olympique Lione        | L1                     | 2          | 0          | CF              | 0               | 0               | UEL                | 3                  | 0                  |             | -           | -           | 5      | 0      |
| Totale Olympique Lione | Totale Olympique Lione | Totale Olympique Lione | 10         | 0          |                 | 1               | 0               |                    | 3                  | 0                  |             | -           | -           | 14     | 0      |
| Totale carriera        | Totale carriera        | Totale carriera        | 151        | 5          |                 | 13              | 0               |                    | 10                 | 0                  |             | -           | -           | 174    | 5      |

## Palmarès

### Competizioni nazionali
- Coppa di Spagna: 1

Betis: 2021-2022